# Debrzno
Debrzno este un oraș în Polonia.